# المنطقة الدبلوماسية (البحرين)
المنطقة الدبلوماسية هي منطقة تقع ضمن منطقة الأعمال المركزية في المنامة عاصمة مملكة البحرين في الخليج العربي.    شيدت على أراض مستصلحة في عقد 1970 وتوسعت تدريجيا في عقد 1980. المنطقة الدبلوماسية هي الحي المالي في المنامة التي تضم المئات من البنوك وشركات الاستثمار التي تخدم منطقة الخليج العربي بأكملها. توجد عدة مبان حكومية أيضا. 

## الوزارات والبنوك
توجد مقرات وزارة الصناعة والتجارة ووزارة الأشغال ووزارة الإسكان ووزارة العدل في المنطقة الدبلوماسية. يقع المقر الرئيسي لمصرف البحرين المركزي أيضا في المنطقة الدبلوماسية. تضم المنطقة الدبلوماسية أيضا النيابة العامة ومحكمة البحرين. وتقع ناطحات السحاب مثل مركز البحرين التجاري العالمي في المنطقة الدبلوماسية.

## السفارات
- السفارة السعودية.
- السفارة الكويتية.

## الثقافة
يقع متحف البحرين الوطني في المنطقة الدبلوماسية على طول خليج البحرين وهو الأكبر والأكثر شعبية. يقع بيت القرآن أيضا في المنطقة الدبلوماسية. بني بيت القرآن لاستيعاب مجموعة شاملة وقيمة من مخطوطات القرآن الكريم وهو مفهوم فريد من نوعه في الخليج العربي. افتتح مسرح البحرين الوطني في الجهة المقابلة لمتحف البحرين الوطني في نوفمبر 2012.

## التسوق
يوجد في المنطقة الدبلوماسية أيضا مناطق للتسوق فيها. يقع سوق المنامة في المنطقة وهو أحد أقدم أحياء التسوق في البحرين. يقع مجمع التسوق الراقي مودا مول في مركز البحرين التجاري العالمي أيضا في المنطقة ويضم محلات عالمية مثل ديور ولويس فويتون وهيرميس وفندي وغوتشي وكينزو ولانفان وماكس مارا ودولتشي آند غابانا وبربري وإمبوريو أرماني وإسكادا وفالنتينو وبوتيغا فينيتا وروبرتو كافالي وأكثر من ذلك. كما يضم المجمع عدداً من محلات المجوهرات الراقية بما في ذلك شركة دي بيرز وتيفاني وشركاه وبوشرون وشوبارد وفان كليف آند أربلز وكارتييه ورولكس وغيرها.

## الفنادق
هناك عدد من الفنادق في المنطقة الدبلوماسية معظمها راقية أبرزهم فندق الدبلومات وكراون بلازا.